# Amstel Gold Race for kvinder 2021
Amstel Gold Race for kvinder 2021 var den 7. udgave af det hollandske cykelløb Amstel Gold Race for kvinder. Det blev kørt den 18. april 2021 med start i Valkenburg og mål i Berg en Terblijt. Løbet var det ottende arrangement på UCI Women's World Tour 2021. Den oprindelige 7. udgave blev i 2020 aflyst på grund af coronaviruspandemien.
Den hollandske veteran Marianne Vos fra Team Jumbo-Visma vandt løbet efter en spurt i en mindre gruppe.

## Resultat
| \| Samlede stilling \| Samlede stilling \| Samlede stilling \| Samlede stilling \| Samlede stilling \| \| Rytter \| Rytter \| Hold \| Tid \| \| \| ---------------- \| ---------------------- \| ---------------------------------- \| ---------------- \| ---------------- \| \| 1. \| Marianne Vos \| Jumbo-Visma Women Team \| 3t 00' 20" \| \| \| 2. \| Demi Vollering \| SD Worx \| + 0" \| \| \| 3. \| Annemiek van Vleuten \| Movistar Team \| + 0" \| \| \| 4. \| Amanda Spratt \| Team BikeExchange \| + 0" \| \| \| 5. \| Soraya Paladin \| Liv Racing \| + 0" \| \| \| 6. \| Mavi García \| Alé BTC Ljubljana \| + 0" \| \| \| 7. \| Cecilie Uttrup Ludwig \| FDJ-Nouvelle Aquitaine-Futuroscope \| + 1" \| \| \| 8. \| Elisa Longo Borghini \| Trek-Segafredo \| + 1" \| \| \| 9. \| Ashleigh Moolman-Pasio \| SD Worx \| + 1" \| \| \| 10. \| Katarzyna Niewiadoma \| Canyon-SRAM Racing \| + 2" \| \| |                        |                                    |            |
| |                        |                                    |            |
| Kilder: ProCyclingStats Cycling Quotient |                        |                                    |            |
| Samlede stilling |                        |                                    |            |
| Rytter | Rytter                 | Hold                               | Tid        |
| 1. | Marianne Vos           | Jumbo-Visma Women Team             | 3t 00' 20" |
| 2. | Demi Vollering         | SD Worx                            | + 0"       |
| 3. | Annemiek van Vleuten   | Movistar Team                      | + 0"       |
| 4. | Amanda Spratt          | Team BikeExchange                  | + 0"       |
| 5. | Soraya Paladin         | Liv Racing                         | + 0"       |
| 6. | Mavi García            | Alé BTC Ljubljana                  | + 0"       |
| 7. | Cecilie Uttrup Ludwig  | FDJ-Nouvelle Aquitaine-Futuroscope | + 1"       |
| 8. | Elisa Longo Borghini   | Trek-Segafredo                     | + 1"       |
| 9. | Ashleigh Moolman-Pasio | SD Worx                            | + 1"       |
| 10. | Katarzyna Niewiadoma   | Canyon-SRAM Racing                 | + 2"       |

## Hold og ryttere
| UCI Women's WorldTeams (9)- Alé BTC Ljubljana - Team BikeExchange - Canyon-SRAM Racing - Team DSM - FDJ-Nouvelle Aquitaine-Futuroscope - Liv Racing - Movistar Team - SD Worx - Trek-Segafredo UCI Women's Kontinentalhold (15)- A.R. Monex - Andy Schleck-CP NVST-Immo Losch - Bingoal Casino-Chevalmeire - CAMS-Tifosi - Ceratizit-WNT Pro Cycling - Cogeas-Mettler-Look Pro Cycling Team - Doltcini-Van Eyck Sport-Proximus - GT Krush Tunap - Jumbo-Visma - Lotto Soudal Ladies - Multum Accountants - NXTG Racing - Parkhotel Valkenburg - Team Tibco-Silicon Valley Bank - Valcar-Travel & Service |
| |

### Danske ryttere
| Danske ryttere på startlisten |                       |                                    |           |
| Rygnummer                     | Rytter                | Hold                               | Placering |
| 71                            | Cecilie Uttrup Ludwig | FDJ-Nouvelle Aquitaine-Futuroscope | 7         |
| 182                           | Julie Leth            | Ceratizit-WNT Pro Cycling          | DNF       |

* DNF = gennemførte ikke

## Startliste
| Canyon-SRAM Racing CSR | Canyon-SRAM Racing CSR         | Canyon-SRAM Racing CSR |
| ---------------------- | ------------------------------ | ---------------------- |
| Nr.                    | Rytter                         | Placering              |
| 1                      | Katarzyna Niewiadoma (POL)     | 10.                    |
| 2                      | Tiffany Cromwell (AUS)         | 24.                    |
| 3                      | Alena Amjaljusik (BLR)         | 48.                    |
| 4                      | Alexis Ryan (USA)              | DNF                    |
| 5                      | Elise Chabbey (SUI) (landevej) | 33.                    |
| 6                      | Mikayla Harvey (NZL)           | 47.                    |

| SD Worx SDW | SD Worx SDW                           | SD Worx SDW |
| ----------- | ------------------------------------- | ----------- |
| Nr.         | Rytter                                | Placering   |
| 11          | Anna van der Breggen (NED) (landevej) | 53.         |
| 12          | Demi Vollering (NED)                  | 2.          |
| 13          | Chantal van den Broek-Blaak (NED)     | 52.         |
| 14          | Anna Shackley (GBR)                   | 17.         |
| 15          | Ashleigh Moolman-Pasio (RSA)          | 9.          |
| 16          | Niamh Fisher-Black (NZL)              | 12.         |

| Team DSM DSM | Team DSM DSM           | Team DSM DSM |
| ------------ | ---------------------- | ------------ |
| Nr.          | Rytter                 | Placering    |
| 21           | Floortje Mackaij (NED) | 29.          |
| 22           | Lorena Wiebes (NED)    | DNF          |
| 23           | Coryn Rivera (USA)     | 26.          |
| 24           | Leah Kirchmann (CAN)   | 50.          |
| 25           | Franziska Koch (GER)   | 72.          |
| 26           | Juliette Labous (FRA)  | 16.          |

| Trek-Segafredo TFS | Trek-Segafredo TFS                    | Trek-Segafredo TFS |
| ------------------ | ------------------------------------- | ------------------ |
| Nr.                | Rytter                                | Placering          |
| 31                 | Elisa Longo Borghini (ITA) (landevej) | 8.                 |
| 32                 | Lucinda Brand (NED)                   | 23.                |
| 33                 | Tayler Wiles (USA)                    | 45.                |
| 34                 | Audrey Cordon-Ragot (FRA) (landevej)  | DNF                |
| 35                 | Lauretta Hanson (AUS)                 | 31.                |
| 36                 | Ruth Winder (USA)                     | 20.                |

| Movistar Team MOV | Movistar Team MOV                     | Movistar Team MOV |
| ----------------- | ------------------------------------- | ----------------- |
| Nr.               | Rytter                                | Placering         |
| 41                | Annemiek van Vleuten (NED) (landevej) | 3.                |
| 42                | Leah Thomas (USA)                     | 21.               |
| 43                | Katrine Aalerud (NOR)                 | 11.               |
| 44                | Paula Patiño (COL)                    | 71.               |
| 45                | Jelena Erić (SRB)                     | 54.               |
| 46                | Sara Martín Martín (ESP)              | 32.               |

| Liv Racing LIV | Liv Racing LIV             | Liv Racing LIV |
| -------------- | -------------------------- | -------------- |
| Nr.            | Rytter                     | Placering      |
| 51             | Sabrina Stultiens (NED)    | 41.            |
| 52             | Alison Jackson (CAN)       | 55.            |
| 53             | Jeanne Korevaar (NED)      | 37.            |
| 54             | Soraya Paladin (ITA)       | 5.             |
| 55             | Pauliena Rooijakkers (NED) | 22.            |
| 56             | Valerie Demey (BEL)        | 64.            |

| Team BikeExchange BEX | Team BikeExchange BEX             | Team BikeExchange BEX |
| --------------------- | --------------------------------- | --------------------- |
| Nr.                   | Rytter                            | Placering             |
| 61                    | Amanda Spratt (AUS)               | 4.                    |
| 62                    | Grace Brown (AUS)                 | 19.                   |
| 63                    | Janneke Ensing (NED)              | 70.                   |
| 64                    | Lucy Kennedy (AUS)                | 18.                   |
| 65                    | Ane Santesteban (ESP)             | 36.                   |
| 66                    | Georgia Williams (NZL) (landevej) | 75.                   |

| FDJ-Nouvelle Aquitaine-Futuroscope FDJ | FDJ-Nouvelle Aquitaine-Futuroscope FDJ | FDJ-Nouvelle Aquitaine-Futuroscope FDJ |
| -------------------------------------- | -------------------------------------- | -------------------------------------- |
| Nr.                                    | Rytter                                 | Placering                              |
| 71                                     | Cecilie Uttrup Ludwig (DEN)            | 7.                                     |
| 72                                     | Marta Cavalli (ITA)                    | 83.                                    |
| 73                                     | Stine Borgli (NOR)                     | 61.                                    |
| 74                                     | Brodie Chapman (AUS)                   | 44.                                    |
| 75                                     | Emilia Fahlin (SWE)                    | 59.                                    |
| 76                                     | Évita Muzic (FRA)                      | 78.                                    |

| Alé BTC Ljubljana ALE | Alé BTC Ljubljana ALE        | Alé BTC Ljubljana ALE |
| --------------------- | ---------------------------- | --------------------- |
| Nr.                   | Rytter                       | Placering             |
| 81                    | Marta Bastianelli (ITA)      | 35.                   |
| 82                    | Tatiana Guderzo (ITA)        | 81.                   |
| 83                    | Anastasia Chursina (RUS)     | 73.                   |
| 84                    | Mavi García (ESP) (landevej) | 6.                    |
| 85                    | Marlen Reusser (SUI)         | 30.                   |
| 86                    | Alessia Patuelli (ITA)       | DNF                   |

| Jumbo-Visma Women Team TJV | Jumbo-Visma Women Team TJV | Jumbo-Visma Women Team TJV |
| -------------------------- | -------------------------- | -------------------------- |
| Nr.                        | Rytter                     | Placering                  |
| 91                         | Marianne Vos (NED)         | 1.                         |
| 92                         | Karlijn Swinkels (NED)     | 66.                        |
| 93                         | Anouska Koster (NED)       | 28.                        |
| 94                         | Riejanne Markus (NED)      | 67.                        |
| 95                         | Julie Van de Velde (BEL)   | 76.                        |
| 96                         | Teuntje Beekhuis (NED)     | 39.                        |

| Parkhotel Valkenburg PHV | Parkhotel Valkenburg PHV | Parkhotel Valkenburg PHV |
| ------------------------ | ------------------------ | ------------------------ |
| Nr.                      | Rytter                   | Placering                |
| 101                      | Belle De Gast (NED)      | DNF                      |
| 102                      | Nina Buysman (NED)       | 74.                      |
| 103                      | Mischa Bredewold (NED)   | 56.                      |
| 104                      | Pien Limpens (NED)       | DNF                      |
| 105                      | Julia Van Bokhoven (NED) | 25.                      |
| 106                      | Marit Raaijmakers (NED)  | 69.                      |

| Lotto Soudal Ladies LSL | Lotto Soudal Ladies LSL  | Lotto Soudal Ladies LSL |
| ----------------------- | ------------------------ | ----------------------- |
| Nr.                     | Rytter                   | Placering               |
| 111                     | Lone Meertens (BEL)      | DNF                     |
| 112                     | Hanna Nilsson (SWE)      | 68.                     |
| 113                     | Abby-Mae Parkinson (GBR) | 62.                     |
| 114                     | Anna Plichta (POL)       | DNF                     |
| 115                     | Alana Castrique (BEL)    | DNF                     |
| 116                     | Elise vander Sande (BEL) | DNF                     |

| GT Krush Tunap BPC | GT Krush Tunap BPC    | GT Krush Tunap BPC |
| ------------------ | --------------------- | ------------------ |
| Nr.                | Rytter                | Placering          |
| 121                | Marissa Baks (NED)    | DNF                |
| 122                | Inez Beijer (NED)     | DNF                |
| 123                | Nienke Wasmus (NED)   | DNF                |
| 124                | Nathalie Eklund (SWE) | 60.                |
| 125                | Clara Lundmark (SWE)  | DNF                |
| 126                | Quinty Ton (NED)      | 43.                |

| Doltcini-Van Eyck-Proximus DVE | Doltcini-Van Eyck-Proximus DVE | Doltcini-Van Eyck-Proximus DVE |
| ------------------------------ | ------------------------------ | ------------------------------ |
| Nr.                            | Rytter                         | Placering                      |
| 131                            | Minke Bakker (NED)             | DNF                            |
| 132                            | Olha Kulynych (UKR)            | DNF                            |
| 133                            | Amber Aernouts (NED)           | DNF                            |
| 134                            | Noa Jansen (NED)               | DNF                            |
| 135                            | Barbara Sniezynska (POL)       | DNF                            |
| 136                            | Bryony van Velzen (NED)        | DNF                            |

| NXTG Racing NXG | NXTG Racing NXG            | NXTG Racing NXG |
| --------------- | -------------------------- | --------------- |
| Nr.             | Rytter                     | Placering       |
| 141             | Rozemarijn Ammerlaan (NED) | DNF             |
| 142             | Julia Borgström (SWE)      | DNF             |
| 143             | Ilse Pluimers (NED)        | DNF             |
| 145             | Amelia Sharpe (GBR)        | 40.             |
| 146             | Catalina Soto (CHI)        | DNF             |

| Multum Accountants MUL | Multum Accountants MUL     | Multum Accountants MUL |
| ---------------------- | -------------------------- | ---------------------- |
| Nr.                    | Rytter                     | Placering              |
| 151                    | Marijke de Smedt (BEL)     | DNF                    |
| 152                    | Megan Panton (GBR)         | DNF                    |
| 153                    | Ann-Sophie Duyck (BEL)     | DNF                    |
| 154                    | Rosalie Van der Wolf (NED) | DNF                    |
| 155                    | Céline van Houtum (NED)    | DNF                    |
| 156                    | Kylie Waterreus (NED)      | DNF                    |

| Cams Basso CAT | Cams Basso CAT        | Cams Basso CAT |
| -------------- | --------------------- | -------------- |
| Nr.            | Rytter                | Placering      |
| 161            | Jessica Finney (GBR)  | DNF            |
| 162            | Jennifer Powell (GBR) | DNF            |
| 163            | Katie Scott (GBR)     | DNF            |
| 164            | Hayley Simmonds (GBR) | DNF            |
| 165            | Jo Tindley (GBR)      | DNF            |
| 166            | Emma Edwards (USA)    | DNF            |

| Bingoal-Chevalmeire CCT | Bingoal-Chevalmeire CCT | Bingoal-Chevalmeire CCT |
| ----------------------- | ----------------------- | ----------------------- |
| Nr.                     | Rytter                  | Placering               |
| 171                     | Demi de Jong (NED)      | DNF                     |
| 172                     | Thalita de Jong (NED)   | 38.                     |
| 173                     | Justine Ghekiere (BEL)  | DNF                     |
| 175                     | Natalie van Gogh (NED)  | DNF                     |
| 176                     | Rozanne Slik (NED)      | DNF                     |

| Ceratizit-WNT Pro Cycling WNT | Ceratizit-WNT Pro Cycling WNT | Ceratizit-WNT Pro Cycling WNT |
| ----------------------------- | ----------------------------- | ----------------------------- |
| Nr.                           | Rytter                        | Placering                     |
| 181                           | Laura Asencio (FRA)           | DNF                           |
| 182                           | Julie Leth (DEN)              | DNF                           |
| 183                           | Kathrin Hammes (GER)          | 42.                           |
| 184                           | Marta Lach (POL) (landevej)   | 27.                           |
| 185                           | Erica Magnaldi (ITA)          | 14.                           |
| 186                           | Lara Vieceli (ITA)            | 65.                           |

| Tibco-Silicon Valley Bank TIB | Tibco-Silicon Valley Bank TIB | Tibco-Silicon Valley Bank TIB |
| ----------------------------- | ----------------------------- | ----------------------------- |
| Nr.                           | Rytter                        | Placering                     |
| 191                           | Lauren Stephens (USA)         | 57.                           |
| 192                           | Nina Kessler (NED)            | DNF                           |
| 193                           | Kristen Faulkner (USA)        | 15.                           |
| 194                           | Sarah Gigante (AUS)           | 79.                           |
| 195                           | Emily Newsom (USA)            | DNF                           |
| 196                           | Eri Yonamine (JPN)            | DNF                           |

| Valcar-Travel & Service VAL | Valcar-Travel & Service VAL | Valcar-Travel & Service VAL |
| --------------------------- | --------------------------- | --------------------------- |
| Nr.                         | Rytter                      | Placering                   |
| 201                         | Elisa Balsamo (ITA)         | 49.                         |
| 202                         | Alice Maria Arzuffi (ITA)   | DNF                         |
| 203                         | Barbara Malcotti (ITA)      | 82.                         |
| 204                         | Vittoria Guazzini (ITA)     | 80.                         |
| 205                         | Federica Piergiovanni (ITA) | 51.                         |
| 206                         | Silvia Pollicini (ITA)      | DNF                         |

| A.R. Monex Women's ASA | A.R. Monex Women's ASA        | A.R. Monex Women's ASA |
| ---------------------- | ----------------------------- | ---------------------- |
| Nr.                    | Rytter                        | Placering              |
| 211                    | Eider Merino (ESP)            | 77.                    |
| 212                    | Lizbeth Salazar (MEX)         | 58.                    |
| 213                    | Marija Novolodskaja (RUS)     | 13.                    |
| 214                    | Katia Ragusa (ITA)            | 34.                    |
| 215                    | Arlenis Sierra (CUB)          | 46.                    |
| 216                    | Maria Vittoria Sperotto (ITA) | DNF                    |

| Andy Schleck-CP NVST-Immo Losch ASC | Andy Schleck-CP NVST-Immo Losch ASC    | Andy Schleck-CP NVST-Immo Losch ASC |
| ----------------------------------- | -------------------------------------- | ----------------------------------- |
| Nr.                                 | Rytter                                 | Placering                           |
| 221                                 | Stella Nightingale (NZL)               | DNF                                 |
| 222                                 | Georgia Danford (AUS)                  | DNF                                 |
| 223                                 | Rylee McMullen (NZL)                   | DNF                                 |
| 224                                 | Lisa Müllenberg (NED)                  | DNF                                 |
| 225                                 | Carolin Schiff (GER)                   | DNF                                 |
| 226                                 | Mie Bjørndal Ottestad (NOR) (landevej) | 63.                                 |

| Cogeas-Mettler-Look Pro Cycling Team CGS | Cogeas-Mettler-Look Pro Cycling Team CGS | Cogeas-Mettler-Look Pro Cycling Team CGS |
| ---------------------------------------- | ---------------------------------------- | ---------------------------------------- |
| Nr.                                      | Rytter                                   | Placering                                |
| 231                                      | Hannah Buch (GER)                        | DNF                                      |
| 232                                      | Olga Sabelinskaja (UZB)                  | DNF                                      |
| 233                                      | Iuliia Galimullina (RUS)                 | DNF                                      |
| 234                                      | Ajgul Garejeva (RUS)                     | DNF                                      |
| 235                                      | Petra Stiasny (SUI)                      | DNF                                      |
| 236                                      | Thalea Mäder (GER)                       | DNF                                      |

| Canyon-SRAM Racing CSR | Canyon-SRAM Racing CSR         | Canyon-SRAM Racing CSR |
| ---------------------- | ------------------------------ | ---------------------- |
| Nr.                    | Rytter                         | Placering              |
| 1                      | Katarzyna Niewiadoma (POL)     | 10.                    |
| 2                      | Tiffany Cromwell (AUS)         | 24.                    |
| 3                      | Alena Amjaljusik (BLR)         | 48.                    |
| 4                      | Alexis Ryan (USA)              | DNF                    |
| 5                      | Elise Chabbey (SUI) (landevej) | 33.                    |
| 6                      | Mikayla Harvey (NZL)           | 47.                    |

| SD Worx SDW | SD Worx SDW                           | SD Worx SDW |
| ----------- | ------------------------------------- | ----------- |
| Nr.         | Rytter                                | Placering   |
| 11          | Anna van der Breggen (NED) (landevej) | 53.         |
| 12          | Demi Vollering (NED)                  | 2.          |
| 13          | Chantal van den Broek-Blaak (NED)     | 52.         |
| 14          | Anna Shackley (GBR)                   | 17.         |
| 15          | Ashleigh Moolman-Pasio (RSA)          | 9.          |
| 16          | Niamh Fisher-Black (NZL)              | 12.         |

| Team DSM DSM | Team DSM DSM           | Team DSM DSM |
| ------------ | ---------------------- | ------------ |
| Nr.          | Rytter                 | Placering    |
| 21           | Floortje Mackaij (NED) | 29.          |
| 22           | Lorena Wiebes (NED)    | DNF          |
| 23           | Coryn Rivera (USA)     | 26.          |
| 24           | Leah Kirchmann (CAN)   | 50.          |
| 25           | Franziska Koch (GER)   | 72.          |
| 26           | Juliette Labous (FRA)  | 16.          |

| Trek-Segafredo TFS | Trek-Segafredo TFS                    | Trek-Segafredo TFS |
| ------------------ | ------------------------------------- | ------------------ |
| Nr.                | Rytter                                | Placering          |
| 31                 | Elisa Longo Borghini (ITA) (landevej) | 8.                 |
| 32                 | Lucinda Brand (NED)                   | 23.                |
| 33                 | Tayler Wiles (USA)                    | 45.                |
| 34                 | Audrey Cordon-Ragot (FRA) (landevej)  | DNF                |
| 35                 | Lauretta Hanson (AUS)                 | 31.                |
| 36                 | Ruth Winder (USA)                     | 20.                |

| Movistar Team MOV | Movistar Team MOV                     | Movistar Team MOV |
| ----------------- | ------------------------------------- | ----------------- |
| Nr.               | Rytter                                | Placering         |
| 41                | Annemiek van Vleuten (NED) (landevej) | 3.                |
| 42                | Leah Thomas (USA)                     | 21.               |
| 43                | Katrine Aalerud (NOR)                 | 11.               |
| 44                | Paula Patiño (COL)                    | 71.               |
| 45                | Jelena Erić (SRB)                     | 54.               |
| 46                | Sara Martín Martín (ESP)              | 32.               |

| Liv Racing LIV | Liv Racing LIV             | Liv Racing LIV |
| -------------- | -------------------------- | -------------- |
| Nr.            | Rytter                     | Placering      |
| 51             | Sabrina Stultiens (NED)    | 41.            |
| 52             | Alison Jackson (CAN)       | 55.            |
| 53             | Jeanne Korevaar (NED)      | 37.            |
| 54             | Soraya Paladin (ITA)       | 5.             |
| 55             | Pauliena Rooijakkers (NED) | 22.            |
| 56             | Valerie Demey (BEL)        | 64.            |

| Team BikeExchange BEX | Team BikeExchange BEX             | Team BikeExchange BEX |
| --------------------- | --------------------------------- | --------------------- |
| Nr.                   | Rytter                            | Placering             |
| 61                    | Amanda Spratt (AUS)               | 4.                    |
| 62                    | Grace Brown (AUS)                 | 19.                   |
| 63                    | Janneke Ensing (NED)              | 70.                   |
| 64                    | Lucy Kennedy (AUS)                | 18.                   |
| 65                    | Ane Santesteban (ESP)             | 36.                   |
| 66                    | Georgia Williams (NZL) (landevej) | 75.                   |

| FDJ-Nouvelle Aquitaine-Futuroscope FDJ | FDJ-Nouvelle Aquitaine-Futuroscope FDJ | FDJ-Nouvelle Aquitaine-Futuroscope FDJ |
| -------------------------------------- | -------------------------------------- | -------------------------------------- |
| Nr.                                    | Rytter                                 | Placering                              |
| 71                                     | Cecilie Uttrup Ludwig (DEN)            | 7.                                     |
| 72                                     | Marta Cavalli (ITA)                    | 83.                                    |
| 73                                     | Stine Borgli (NOR)                     | 61.                                    |
| 74                                     | Brodie Chapman (AUS)                   | 44.                                    |
| 75                                     | Emilia Fahlin (SWE)                    | 59.                                    |
| 76                                     | Évita Muzic (FRA)                      | 78.                                    |

| Alé BTC Ljubljana ALE | Alé BTC Ljubljana ALE        | Alé BTC Ljubljana ALE |
| --------------------- | ---------------------------- | --------------------- |
| Nr.                   | Rytter                       | Placering             |
| 81                    | Marta Bastianelli (ITA)      | 35.                   |
| 82                    | Tatiana Guderzo (ITA)        | 81.                   |
| 83                    | Anastasia Chursina (RUS)     | 73.                   |
| 84                    | Mavi García (ESP) (landevej) | 6.                    |
| 85                    | Marlen Reusser (SUI)         | 30.                   |
| 86                    | Alessia Patuelli (ITA)       | DNF                   |

| Jumbo-Visma Women Team TJV | Jumbo-Visma Women Team TJV | Jumbo-Visma Women Team TJV |
| -------------------------- | -------------------------- | -------------------------- |
| Nr.                        | Rytter                     | Placering                  |
| 91                         | Marianne Vos (NED)         | 1.                         |
| 92                         | Karlijn Swinkels (NED)     | 66.                        |
| 93                         | Anouska Koster (NED)       | 28.                        |
| 94                         | Riejanne Markus (NED)      | 67.                        |
| 95                         | Julie Van de Velde (BEL)   | 76.                        |
| 96                         | Teuntje Beekhuis (NED)     | 39.                        |

| Parkhotel Valkenburg PHV | Parkhotel Valkenburg PHV | Parkhotel Valkenburg PHV |
| ------------------------ | ------------------------ | ------------------------ |
| Nr.                      | Rytter                   | Placering                |
| 101                      | Belle De Gast (NED)      | DNF                      |
| 102                      | Nina Buysman (NED)       | 74.                      |
| 103                      | Mischa Bredewold (NED)   | 56.                      |
| 104                      | Pien Limpens (NED)       | DNF                      |
| 105                      | Julia Van Bokhoven (NED) | 25.                      |
| 106                      | Marit Raaijmakers (NED)  | 69.                      |

| Lotto Soudal Ladies LSL | Lotto Soudal Ladies LSL  | Lotto Soudal Ladies LSL |
| ----------------------- | ------------------------ | ----------------------- |
| Nr.                     | Rytter                   | Placering               |
| 111                     | Lone Meertens (BEL)      | DNF                     |
| 112                     | Hanna Nilsson (SWE)      | 68.                     |
| 113                     | Abby-Mae Parkinson (GBR) | 62.                     |
| 114                     | Anna Plichta (POL)       | DNF                     |
| 115                     | Alana Castrique (BEL)    | DNF                     |
| 116                     | Elise vander Sande (BEL) | DNF                     |

| GT Krush Tunap BPC | GT Krush Tunap BPC    | GT Krush Tunap BPC |
| ------------------ | --------------------- | ------------------ |
| Nr.                | Rytter                | Placering          |
| 121                | Marissa Baks (NED)    | DNF                |
| 122                | Inez Beijer (NED)     | DNF                |
| 123                | Nienke Wasmus (NED)   | DNF                |
| 124                | Nathalie Eklund (SWE) | 60.                |
| 125                | Clara Lundmark (SWE)  | DNF                |
| 126                | Quinty Ton (NED)      | 43.                |

| Doltcini-Van Eyck-Proximus DVE | Doltcini-Van Eyck-Proximus DVE | Doltcini-Van Eyck-Proximus DVE |
| ------------------------------ | ------------------------------ | ------------------------------ |
| Nr.                            | Rytter                         | Placering                      |
| 131                            | Minke Bakker (NED)             | DNF                            |
| 132                            | Olha Kulynych (UKR)            | DNF                            |
| 133                            | Amber Aernouts (NED)           | DNF                            |
| 134                            | Noa Jansen (NED)               | DNF                            |
| 135                            | Barbara Sniezynska (POL)       | DNF                            |
| 136                            | Bryony van Velzen (NED)        | DNF                            |

| NXTG Racing NXG | NXTG Racing NXG            | NXTG Racing NXG |
| --------------- | -------------------------- | --------------- |
| Nr.             | Rytter                     | Placering       |
| 141             | Rozemarijn Ammerlaan (NED) | DNF             |
| 142             | Julia Borgström (SWE)      | DNF             |
| 143             | Ilse Pluimers (NED)        | DNF             |
| 145             | Amelia Sharpe (GBR)        | 40.             |
| 146             | Catalina Soto (CHI)        | DNF             |

| Multum Accountants MUL | Multum Accountants MUL     | Multum Accountants MUL |
| ---------------------- | -------------------------- | ---------------------- |
| Nr.                    | Rytter                     | Placering              |
| 151                    | Marijke de Smedt (BEL)     | DNF                    |
| 152                    | Megan Panton (GBR)         | DNF                    |
| 153                    | Ann-Sophie Duyck (BEL)     | DNF                    |
| 154                    | Rosalie Van der Wolf (NED) | DNF                    |
| 155                    | Céline van Houtum (NED)    | DNF                    |
| 156                    | Kylie Waterreus (NED)      | DNF                    |

| Cams Basso CAT | Cams Basso CAT        | Cams Basso CAT |
| -------------- | --------------------- | -------------- |
| Nr.            | Rytter                | Placering      |
| 161            | Jessica Finney (GBR)  | DNF            |
| 162            | Jennifer Powell (GBR) | DNF            |
| 163            | Katie Scott (GBR)     | DNF            |
| 164            | Hayley Simmonds (GBR) | DNF            |
| 165            | Jo Tindley (GBR)      | DNF            |
| 166            | Emma Edwards (USA)    | DNF            |

| Bingoal-Chevalmeire CCT | Bingoal-Chevalmeire CCT | Bingoal-Chevalmeire CCT |
| ----------------------- | ----------------------- | ----------------------- |
| Nr.                     | Rytter                  | Placering               |
| 171                     | Demi de Jong (NED)      | DNF                     |
| 172                     | Thalita de Jong (NED)   | 38.                     |
| 173                     | Justine Ghekiere (BEL)  | DNF                     |
| 175                     | Natalie van Gogh (NED)  | DNF                     |
| 176                     | Rozanne Slik (NED)      | DNF                     |

| Ceratizit-WNT Pro Cycling WNT | Ceratizit-WNT Pro Cycling WNT | Ceratizit-WNT Pro Cycling WNT |
| ----------------------------- | ----------------------------- | ----------------------------- |
| Nr.                           | Rytter                        | Placering                     |
| 181                           | Laura Asencio (FRA)           | DNF                           |
| 182                           | Julie Leth (DEN)              | DNF                           |
| 183                           | Kathrin Hammes (GER)          | 42.                           |
| 184                           | Marta Lach (POL) (landevej)   | 27.                           |
| 185                           | Erica Magnaldi (ITA)          | 14.                           |
| 186                           | Lara Vieceli (ITA)            | 65.                           |

| Tibco-Silicon Valley Bank TIB | Tibco-Silicon Valley Bank TIB | Tibco-Silicon Valley Bank TIB |
| ----------------------------- | ----------------------------- | ----------------------------- |
| Nr.                           | Rytter                        | Placering                     |
| 191                           | Lauren Stephens (USA)         | 57.                           |
| 192                           | Nina Kessler (NED)            | DNF                           |
| 193                           | Kristen Faulkner (USA)        | 15.                           |
| 194                           | Sarah Gigante (AUS)           | 79.                           |
| 195                           | Emily Newsom (USA)            | DNF                           |
| 196                           | Eri Yonamine (JPN)            | DNF                           |

| Valcar-Travel & Service VAL | Valcar-Travel & Service VAL | Valcar-Travel & Service VAL |
| --------------------------- | --------------------------- | --------------------------- |
| Nr.                         | Rytter                      | Placering                   |
| 201                         | Elisa Balsamo (ITA)         | 49.                         |
| 202                         | Alice Maria Arzuffi (ITA)   | DNF                         |
| 203                         | Barbara Malcotti (ITA)      | 82.                         |
| 204                         | Vittoria Guazzini (ITA)     | 80.                         |
| 205                         | Federica Piergiovanni (ITA) | 51.                         |
| 206                         | Silvia Pollicini (ITA)      | DNF                         |

| A.R. Monex Women's ASA | A.R. Monex Women's ASA        | A.R. Monex Women's ASA |
| ---------------------- | ----------------------------- | ---------------------- |
| Nr.                    | Rytter                        | Placering              |
| 211                    | Eider Merino (ESP)            | 77.                    |
| 212                    | Lizbeth Salazar (MEX)         | 58.                    |
| 213                    | Marija Novolodskaja (RUS)     | 13.                    |
| 214                    | Katia Ragusa (ITA)            | 34.                    |
| 215                    | Arlenis Sierra (CUB)          | 46.                    |
| 216                    | Maria Vittoria Sperotto (ITA) | DNF                    |

| Andy Schleck-CP NVST-Immo Losch ASC | Andy Schleck-CP NVST-Immo Losch ASC    | Andy Schleck-CP NVST-Immo Losch ASC |
| ----------------------------------- | -------------------------------------- | ----------------------------------- |
| Nr.                                 | Rytter                                 | Placering                           |
| 221                                 | Stella Nightingale (NZL)               | DNF                                 |
| 222                                 | Georgia Danford (AUS)                  | DNF                                 |
| 223                                 | Rylee McMullen (NZL)                   | DNF                                 |
| 224                                 | Lisa Müllenberg (NED)                  | DNF                                 |
| 225                                 | Carolin Schiff (GER)                   | DNF                                 |
| 226                                 | Mie Bjørndal Ottestad (NOR) (landevej) | 63.                                 |

| Cogeas-Mettler-Look Pro Cycling Team CGS | Cogeas-Mettler-Look Pro Cycling Team CGS | Cogeas-Mettler-Look Pro Cycling Team CGS |
| ---------------------------------------- | ---------------------------------------- | ---------------------------------------- |
| Nr.                                      | Rytter                                   | Placering                                |
| 231                                      | Hannah Buch (GER)                        | DNF                                      |
| 232                                      | Olga Sabelinskaja (UZB)                  | DNF                                      |
| 233                                      | Iuliia Galimullina (RUS)                 | DNF                                      |
| 234                                      | Ajgul Garejeva (RUS)                     | DNF                                      |
| 235                                      | Petra Stiasny (SUI)                      | DNF                                      |
| 236                                      | Thalea Mäder (GER)                       | DNF                                      |